# Elk Cloner

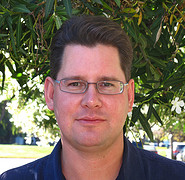
Rich Skrenta, ontwikkelaar van het Elk Cloner-virus

Elk Cloner wordt beschouwd als het eerste volwaardige computervirus in de geschiedenis. Het werd ontwikkeld door Richard 'Rich' Skrenta in 1982. Het virus verspreidde zich via floppydisks onder Apple II-computers. Vervolgens kopieerde het zichzelf naar elke onbesmette floppydisk die door de geïnfecteerde computer gebruikt werd. Elk Cloner richtte geen schade aan en was als grap bedoeld.

## Geschiedenis
Elk Cloner was het allereerste computervirus dat zich niet in een testomgeving of laboratorium verspreidde, maar via normaal computergebruik. Floppydisks werden in de jaren tachtig veelvuldig gebruikt, wat Elk Cloner de mogelijkheid gaf om grote aantallen computers te infecteren. Vandaar dat men soms zegt dat het “in het wild” verspreid werd. Ook voor de ontwikkeling van Elk Cloner bestonden er al computervirussen. Het eerste bekende virus was Creeper (Program) en werd geschreven door Bob Thomas in 1971. Het was bedoeld als experiment en had niet de intentie om schade aan te richten. Creeper verspreidde zich via ARPANET naar andere computers binnen dit netwerk. Gezien weinig gewone computergebruikers toegang hadden tot ARPANET, wordt Creeper niet gezien als een ‘echt’ computervirus.
Ten tijde van Creeper en Elk Cloner werd er trouwens nog niet gesproken over virussen. Die term dook pas op in 1983, toen Frederick 'Fred' Cohen voor het eerst over een 'virus' sprak. In die tijd studeerde hij aan de universiteit van Zuid-Californië. Een jaar later, in 1984, schreef Cohen zijn thesis over computervirussen. Hij definieerde een ‘virus’ als een programma dat andere programma’s kon besmetten en wijzigen door er een eventueel licht gewijzigde kopie van zichzelf aan toe te voegen.

## Aanleiding
Skrenta was vijftien jaar oud toen hij het Elk Cloner-virus in 1982 schreef. Hij was gefascineerd door elektronica en programmeren en had dit dan ook snel onder de knie. Skrenta hield ervan om door middel van software grappen uit te halen met anderen die, net als hijzelf, Apple II-computers gebruikten. Zo gaf hij zijn klasgenoten gekopieerde spelletjes en programma's op diskettes waar hij een code aan had toegevoegd die ervoor zorgde dat hun Applecomputer een boodschap vertoonde of plots zichzelf afsloot. Ze vermoedden echter snel dat dit het werk was van Skrenta. Niemand wilde nog floppydisks van hem aanvaarden. Skrenta zocht daarom naar een nieuwe manier om zijn grappen te kunnen uithalen, zonder dat hij daarvoor diskettes van anderen nodig had. Hij kwam op het idee om een soort kloonprogramma te schrijven voor Apple II-computers, een programma dat zichzelf zou kopiëren en op die manier zichzelf zou verspreiden. Na twee weken programmeren in Assembly had Skrenta het Elk Cloner virus geschreven. Hij zorgde ervoor dat het virus op een schoolcomputer terechtkwam en op die manier verspreidde Elk Cloner zich onder zijn medestudenten.

## Werking
Zodra een diskette die drager was van het Elk Cloner-virus in een computer werd gestopt, nestelde het virus zich in het besturingssysteem, in dit geval Apple DOS. Het besturingssysteem werd toen nog opgeslagen op floppydisks. De toenmalige computers beschikten over dubbele floppydiskdrives, waardoor het virus zich snel kon kopiëren van de ene diskette naar de andere. Elk Cloner was een zogenaamd bootsectorvirus. Wanneer een computer werd opgestart vanaf een besmette diskette, werd het virus automatisch ingeladen in het computergeheugen. Computergebruikers konden dus niet vermijden dat Elk Cloner zichzelf kopieerde naar andere floppydisks.
Elk Cloner telde hoeveel maal een geïnfecteerde computer werd opgestart. Na de vijftigste keer kwam het volgende gedicht op het scherm dat Skrenta zelf schreef:
```
Elk Cloner: The program with a personality

It will get on all your disks
It will infiltrate your chips
Yes it's Cloner!

It will stick to you like glue
It will modify ram too
Send in the Cloner!
```

Elk Cloner was niet kwaadaardig: meer dan af en toe een gedicht tonen en zichzelf vermenigvuldigen deed het niet.

## Omvang
Het Elk Cloner-virus heeft zich wijd verspreid onder medestudenten en kennissen van Skrenta. De frequente uitwisseling van floppydisks onder elkaar en de dubbele floppydiskdrives in computers zorgden ervoor dat het virus vaak werd gekopieerd. Voor die tijd was het een succesvol virus. In de jaren tachtig was er nog geen sprake van antivirussoftware, Elk Cloner kon zich dus ook ongestoord blijven vermenigvuldigen. Skrenta ontwikkelde uiteindelijk zelf een applicatie om Elk Cloner te verwijderen van geïnfecteerde diskettes.